# Parc Natural dels Aiguamolls de l'Empordà
El Parc Natural dels Aiguamolls de l'Empordà té una superfície aproximada de 4.722,7 ha, de les quals unes 824 són reserva natural integral estrictament protegida. El Parc està situat a la comarca de l'Alt Empordà i el conformen els municipis següents, que per ordre de superfície protegida són: Castelló d'Empúries (57,4%), Sant Pere Pescador (12,8%) Palau-saverdera (10,2%). Peralada (8,9%), Pau (4,7%), Pedret i Marzà (2,6%), l'Escala (2,1%), Roses (1,1%) i l'Armentera (0,2%). L'objectiu de la declaració d'aquesta àrea com a parc natural és doble: d'una banda, conservar, millorar i potenciar els sistemes naturals, i, de l'altra, fer compatible la conservació amb el desenvolupament econòmic.

## Marc legislatiu
- Llei 21/1983, de 28 d'octubre de declaració de paratge natural d'interès nacional de reserves integrals zoològiques i botàniques dels Aiguamolls de l'Empordà.
- La Llei 12/1985, de 13 de juny, d'espais naturals, en la disposició final primera, modifica la denominació dels paratges naturals d'interès nacionals de la Garrotxa i dels Aiguamolls de l'Empordà, per la de parc natural.
- Altres figures de protecció: Una part del riu Fluvià, que inclou l'illa de Caramany, és reserva natural parcial per a la protecció de la llúdria (Decret 123/1987); està inclosa a la Llista de zones humides d'importància internacional segons el Conveni de Ramsar; les Reserves Naturals Integrals són Zones d'Especial Protecció per a les Aus (Directiva CEE/409/79). També està proposat com a Reserva de la Biosfera dins del Programa MaB de la UNESCO. Resolució 15 de març 93, inclusió a la llista del Conveni de zones humides d'importància internacional, especialment com a hàbitat per als ocells aquàtics (Ramsar)(BOE 73, 26-03-93)

## Pressió humana
La comarca de l'Alt Empordà té una població aproximada de 100.000 habitants. En alguns municipis del Parc es pot arribar a quadruplicar durant l'estiu. Un exemple d'aquesta pressió són les platges del Parc Natural, que en època estiuenca poden rebre diàriament al voltant de 23.000 persones.
Més del 80% del territori del Parc és de propietat privada i entre els dos polígons que delimiten el Parc Natural hi ha la marina residencial més important d'Europa, Empuriabrava, que disposa de 30 km de canals navegables.

## Espai de convivència entre aigua, terra, ésser humà i natura
Un mosaic d'ecosistemes interdependents però alhora ben diferenciats:
MarDevant les costes del Parc Natural hi ha una zona d'aigües marines relativament somes, de fons sorrenc. El recolliment que ofereix el golf de Roses fa recer en temps de fortes tramuntanades. Tot i això, les llevantades impacten amb força a la façana litoral del Parc.
Platges i sorrals costanersSón presents a tota la franja litoral del Parc i constitueixen les úniques platges verges que queden a la Costa Brava. De fet, l'extensió allargada cap al sud, seguint la platja, que dibuixa el perímetre del Parc, té com a finalitat la preservació d'una mostra prou representativa d'aquest hàbitat.
Llaunes i salsuresLes llacunes salabroses litorals, anomenades localment llaunes, es troben immediatament al darrere de la platja, entre les desembocadures dels rius Muga i Fluvià. La vegetació que envolta les llaunes, formada per plantes baixes adaptades a la salinitat del sòl, com salicòrnies i joncs, s'anomena localment salsura.
Closes, peces i feixesA l'Empordà reben el nom de closes uns prats de pastures típics d'aquesta comarca, envoltats –closos- per recs de drenatge, vorejats d'arbres de ribera (oms, freixes, àlbers, verns i altres). Ocupen el llit dels antics estanys i per això s'inunden en èpoques de pluges. Altres camps i pastures d'aquesta mena, llargs i estrets, tancats per tamarius, reben el nom de peces o feixes.
Estanys i aiguamolls d'aigua dolçaSón les restes actuals de l'antic estany de Castelló, i el més emblemàtic és el de Vilaüt. La seva situació interior, lluny del mar, fa que les aigües siguin completament dolces, i la vegetació, especialment adaptada a la immersió, inundació i humitat, segons la fondària de les aigües. El Parc Natural ha promogut la recuperació i la creació de nous estanys, com ara el del Cortalet o els estanys d'Europa.
HidrografiaA part de la Muga i el Fluvià, els dos grans rius del Parc, als Aiguamolls trobem una extensa xarxa de rieres i recs. La vegetació de les seves ribes té un evident interès botànic i faunístic. La Reserva Integral de l'illa de Caramany, de 5,6 ha de superfície, situada al riu Fluvià, acull un bosc de ribera que evoluciona de manera absolutament natural.
ConreusOcupen un gran percentatge de la superfície del Parc. De cereals d'hivern (ordi, blat) i userda s'ha anat passant al blat de moro, la melca, el gira-sol i els fruiters. El conreu de l'arròs, recuperat d'ençà de la creació del Parc Natural, és, sens dubte, el més adaptat a la vocació marjalenca de la terra baixa empordanesa.
AspresSituats entre la plana i la veïna serra de Verdera, al nord-est, ocupen uns terrenys de suau ondulació. Estan coberts per conreus de secà (com ara vinyes), brolles i pastures, bosquines de suros, alzines i roures, així com tanques de pins en algunes zones com ara la Torre del Vent, el punt més elevat del Parc.
Nuclis habitatsAl Parc hi ha un bon nombre de masos, cortals i veïnats escampats per la plana. Sovint es troben integrats al paisatge i ofereixen refugi a la fauna i flora salvatge.

## Patrimoni històric
Els aiguamolls de l'Empordà ocupaven antigament gairebé tota la plana de la badia de Roses i del baix Ter. El massís del Montgrí estava aïllat per les aigües i quan els grecs s'hi van establir, ho van fer en una illa entre las antigues desembocadures dels rius Fluvià i Ter (antic braç nord), on posteriorment van fundar Empúries. L'extensa àrea marjalenca va anar desapareixent a causa, sobretot, de l'expansió agrícola. Les àrees pantanoses de Siurana, Vilacolum, Riumors, Bellcaire, Ullastret i Pals ja formen part de la història.
La construcció d'equipaments turístics va ser un nou factor de degradació. Extenses àrees van desaparèixer i es van convertir en urbanitzacions, com ara Empuriabrava. Això hauria continuat si no fos que l'any 1976 es va iniciar una campanya amb el lema “Els últims aiguamolls de l'Empordà, en perill”, que buscava la conscienciació de la població pel que fa a la importància dels estanys i al seu valor com a reserva natural.
Va ser el 1983 quan es va aconseguir que el Parlament de Catalunya aprovés la Llei de declaració de paratges naturals d'interès nacional i reserves integrals dels aiguamolls de l'Empordà, posteriorment reclassificat com a parc natural.
El Parc Natural comprèn només els estanys de l'Alt Empordà, els del Baix Empordà estan inclosos al Pla d'Espais d'Interès Natural (PEIN).

## L'activitat humana
L'activitat humana al Parc és força important, tant pel moviment turístic que comporta com per les activitats agropecuàries.
Des que aparegueren els regadius, els conreus situats al Parc han anat canviant. S'inicià amb el cultiu de cereals d'hivern i s'ha passat al blat de moro, la melca, el gira-sol i els fruiters, que són bons llocs d'hivernada per a les aus insectívores i per als túrdids, per raó de l'elevada presència de fruita a terra.

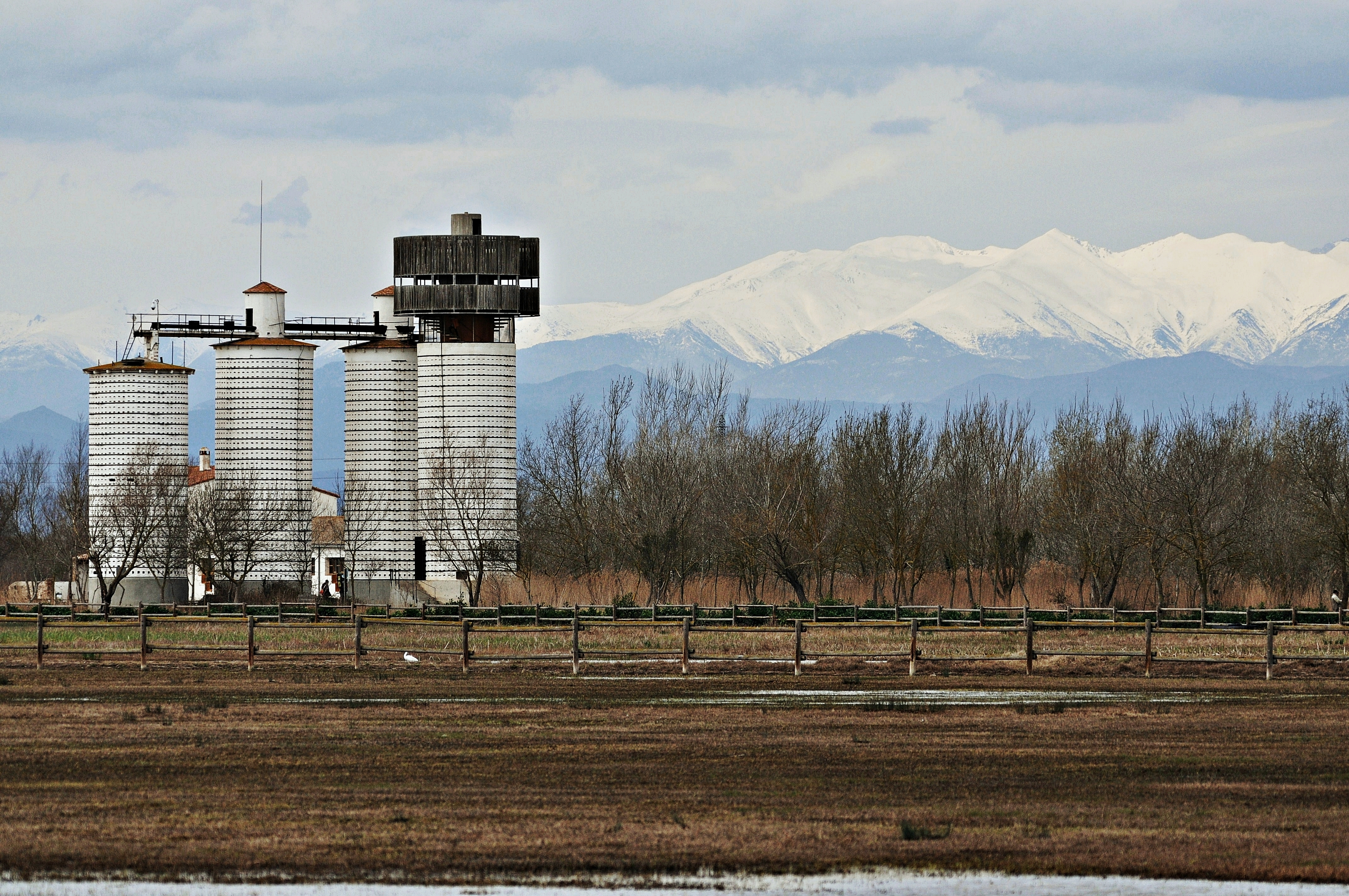
Un dels molts miradors, abans sitges d'arròs.

Indubtablement, els arrossars són el cultiu que més beneficia els ocells aquàtics. En l'actualitat, existeixen unes 150 hectàrees d'arrossars conreats, principalment sense pesticides i que es mantenen inundats també fora de l'època de conreu per tal d'afavorir la presència d'aus aquàtiques.

## Vegetació

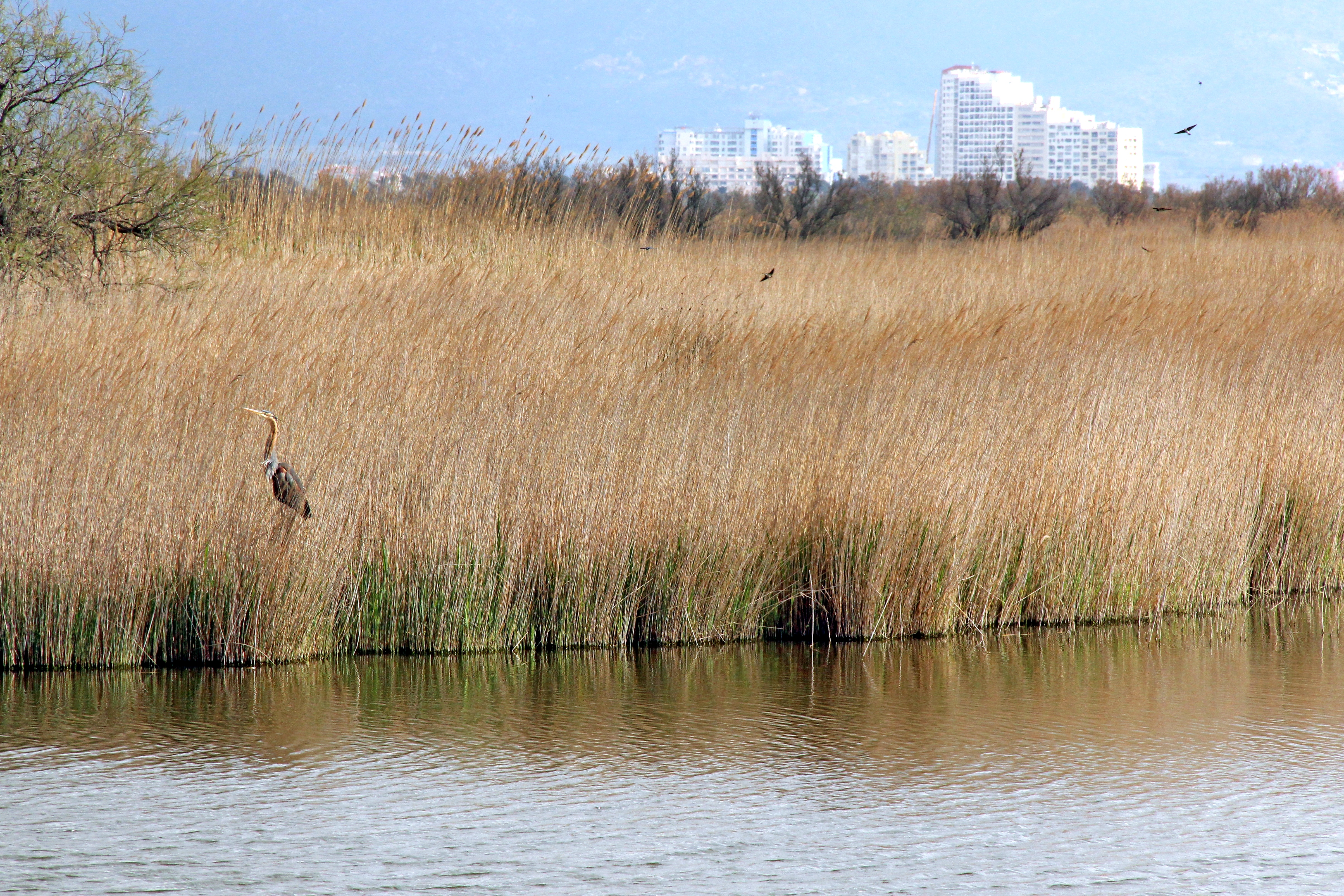
Vegetació al marge del riu

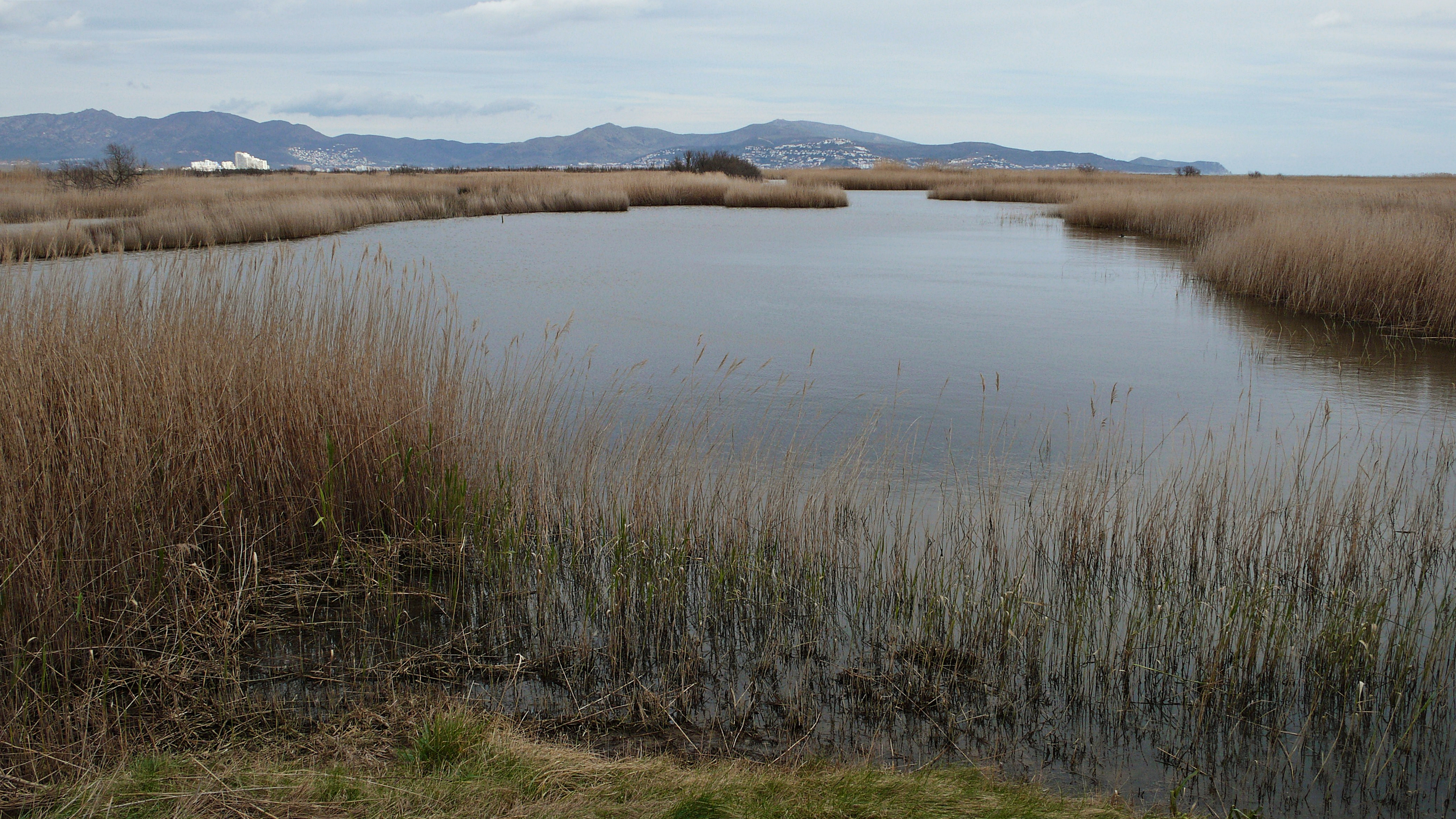
Vegetació típica dels aiguamolls

La vegetació dels aiguamolls presenta unes característiques especials que la fan força diferent de la de les zones properes. Això és certament destacat a les comunitats de la banda litoral, on l'aigua i la salinitat prenen una importància decisiva. Es combinen conreus d'arròs amb zones de pastures, de valor tant biològic com paisatgístic.
Els principals tipus de vegetació que podem apreciar a les zones d'aiguamolls són:
Vegetació dels sòls salinsEn aquests indrets creixen una sèrie de vegetals molt especialitzats, normalment de fulles suculentes i carnoses, com ara les salicòrnies (Arthrocnemum) o el salat blanc (Atriplex alimus), o junciformes com, per exemple, el jonc marí (Juncus maritimus) o l'espartina (Spartina patens) i, en els mesos de maig i juny, s'omplen de la florida del lliri blau (Iris spuria).
Vegetació dels sorralsÉs una vegetació adaptada a aquest ambient inhòspit, com ara el jull de platja (Agropyron junceum), localitzat a primera línia, davant del mar, i el borró (Ammophila arenaria), situat damunt les dunes.
Vegetació marjalenca dels marges dels rius, recs, i els prats inundatsLa sedimentació del Fluvià i la Muga és travessada per un conjunt de canals de drenatge de vegetació particular, on dominen els canyissars i les comunitats afins. Les plantes més característiques d'aquests hàbitats són el canyís (Phragmites australis), les balques (Typha angustifolia i T. latifolia), la jonca d'estany (Schoenoplectus lacustris), el lliri groc (Iris pseudacorus), el plantatge d'aigua (Alisma plantagoaquatica), el malvi (Althaea officinalis) i la salicària (Lythrum salicaria), entre moltes altres.
En certs períodes de l'any, l'aigua dolça inunda prats i en aquesta vegetació, també pastura de bovins i èquids, hi ha càrexs (Carex riparia i C. otrubae) i escirps de marjals (Eleocharis palustris).
Als marges dels rius o dels recs creixen els boscos de ribera, que són conjunts de salzes (Salix alba), àlbers (Populus alba), pollancres (Populus nigra), verns (Alnus glutinosa), oms (Ulmus minor), freixes de fulla petita (Fraxinus angustifolia) i tamarius gàl·lics (Tamarix gallica).
Vegetació aigualosa i lacustre de les llacunes i cursos d'aiguaL'aspecte de l'aigua florida de plantes flotants com ara els ranuncles aquàtics (Ranunculus baudotii) o plantes submergides (Zannichellia', Potamogeton', Najas', Chara...), juntament amb les minúscules llenties d'aigua (Lemna minor) o els delicats cal·lítrics (Callitriche) que tapen les aigües calmes.

## Fauna

### Ocells
Els Aiguamolls són un dels espais naturals de Catalunya en què s'observa una major varietat d'espècies animals. Els ocells fan dels Aiguamolls el seu refugi i lloc de descans i en són més de tres-centes espècies, moltes d'elles protegides i d'una gran bellesa. Les aus en constitueixen el principal atractiu faunístic. Han estat citades 329 espècies d'ocells, de les quals 82 nidifiquen de manera regular. Les espècies vinculades als ambients aquàtics en són les més representatives i abundants.

#### Ocells nidificants
Entre els ocells nidificants més abundants hi ha l'ànec collverd (Anas platyrhynchos), la polla d'aigua (Gallinula chloropus), la cuereta groga (Motacilla flava) i la boscarla de canyar (Acrocephalus scirpaceus). També hi nien, encara que en menor nombre, el cabusset (Tachybaptus ruficollis), el bitó (Botaurus stellaris), el martinet menut (lxobrychus minutus), l'agró roig (Ardea purpurea), l'ànec griset (Anas strepera), l'arpella vulgar (Circus aeruginosus), la fotja vulgar (Fulica atra), el cames llargues (Himantopus himantopus), el corriol camanegre (Charadrius alexandrinus), el blauet (Alcedo atthis), el gaig blau (Coracias garrulus), el picot garser menut (Dendrocopos minor), la boscarla mostatxuda (Acrocephalus melanopogon) i el balquer (Acrocephalus arundinaceus).
El xarrasclet o l'ànec roncaire en nom local (Anas querquedula) van criar per darrer cop els anys 1997 es considera extingit, igualment que la trenca (Lanius minor).
La cigonya blanca (Ciconia ciconia), que havia niat ocasionalment a la zona, compta en aquests moments amb una població d'unes quaranta parelles, gràcies al projecte de recuperació iniciat el 1987. També ha estat reintroduïda la polla blava (Porphyrio porphyrio), que havia desaparegut a mitjan segle passat. A partir d'exemplars alliberats els anys 1989 i 1991, la població s'ha recuperat i actualment és d'unes 30-40 parelles nidificants.

#### Ocells migradors

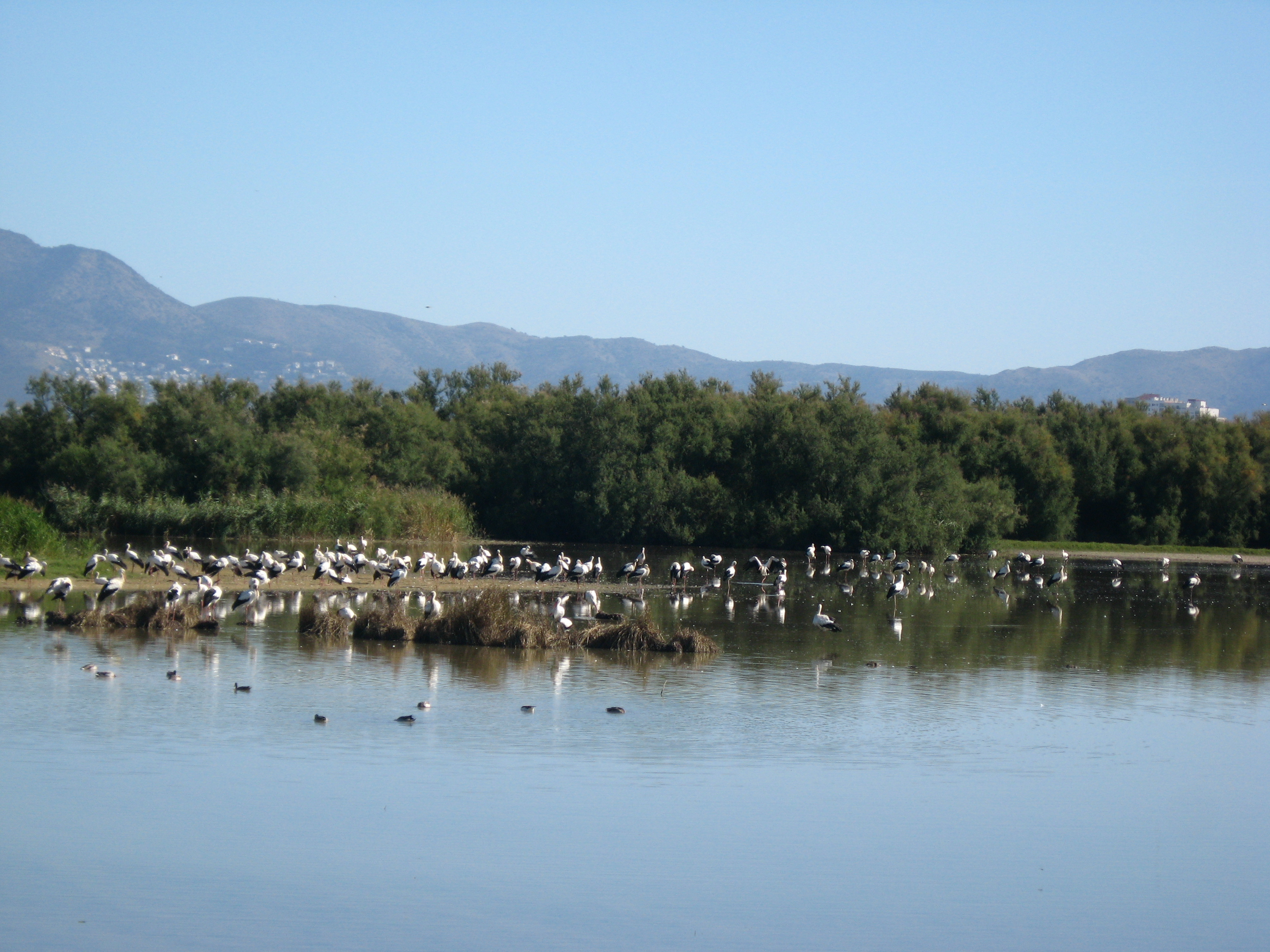
Cigonyes als aiguamolls

Durant els períodes migratoris (febrer-juny i juliol-octubre), milers d'ocells utilitzen aquests aiguamolls com a indret de repòs i alimentació, especialment durant la primavera i amb vent de tramuntana. Durant la segona quinzena d'abril i primers dies de maig, és quan es pot detectar un nombre més gran d'espècies. Entre els ocells migradors més representatius destaquen, entre d'altres, el martinet ros (Ardeola ralloides), el capó reial (Plegadis falcinellus), el flamenc (Phoenicopterus roseus), l'ànec xarrasclet (Anas querquedula), l'àguila pescadora (Pandion haliaetus), el falcó cama-roig (Falco vespertinus), el rascletó (Porzana parva), la perdiu de mar (Glareola pratincola), la siseta (Tringa stagnatilis), la gavina corsa (Larus audouinii), el fumarell alablanc (Chlidonias leucopterus) i la piula gola-roja (Anthus cervinus). El grup dels limícoles mereix una menció especial, ja que regularment s'hi veuen fins a trenta-dues espècies diferents, i algunes de les més abundants són el corriol petit (Charadrius dubius), el territ menut (Calidris minuta), el batallaire (Philomachus pugnax), la gamba roja vulgar (Tringa totanus) i la valona (Tringa glareola).

#### Ocells hivernants
A l'hivern, aquests aiguamolls, així com la badia de Roses, són visitats per una gran quantitat d'ocells que venen del nord i centre d'Europa. El grup dels ànecs és un dels millor representats, i les espècies més abundants són l'ànec collverd (Anas platyrhynchos), el xarxet comú (Anas crecca) i l'ànec cullerot (Anas clypeata). També hi són abundants el corb marí gros (Phalacrocorax carbo), el bernat pescaire (Ardea cinerea), la fotja vulgar (Fulica atra), la fredeluga (Vanellus vanellus), el becadell comú (Gallinago gallinago), el becut (Numenius arquata), la gavina vulgar (Larus ridibundus), el teixidor (Remiz pendulinus) i el repicatalons (Emberiza schoeniclus). Entre les aus marines presents a la badia de Roses destaquen la calàbria agulla (Gavia arctica), el cabussó emplomallat (Podiceps cristatus), la baldriga balear (Puffinus mauretanicus), el xatrac becllarg (Sterna sandvicensis) i el gavot (Alca torda).

### Peixos
Els peixos més abundants a la zona són la carpa (Cyprinus carpio), la llissa (Chelon labrosus), la palaia (Citharus macrolepidotus), el mirallet (Lepomis gibbosus), l'anguila (Anguilla anguilla), etc. Destaca per la seva raresa la presència del fartet (Lebias ibera), peix petit autòcton de la península Ibèrica, i l'espinós (Gasterosteus aculeatus).

### Rèptils i amfibis
La població de rèptils i amfibis es troba per tot arreu, localitzada principalment en zones d'aigua dolça. En destaca el tòtil granoter (Discoglossus pictus), en alguns estanys dolços, el tritó (Triturus marmoratus), la tortuga de rierol (Mauremys leprosa), el sargantaner (Psammodromus algirus i P. Hispanicus), l'escàs lludrió (Chalcides striatus) i el lluert (Lacerta bilineata). Les colobres, de quatre espècies diferents, i el vidriol (Anguis fragilis) s'arreceren als marges i als boscos de ribera.

### Mamífers
El mamífer més típic dels aiguamolls, a més de la rata d'aigua (Arvicola sapidus), és la llúdria (Lutra lutra), que fins a mitjan segle era freqüent i actualment ha estat objecte de reintroducció. Així mateix, destaquen la mostela (Mustela nivalis), el teixó (Meles meles), la guilla (Vulpes vulpes), la geneta (Genetta genetta) i la daina (Dama dama), reintroduïda l'any 1987. Convé ressaltar també l'escassa presència de turó (Mustela putorius), espècie en declivi i en risc d'extinció a Catalunya, que troba a la zona del Parc Natural dels Aiguamolls de l'Empordà un dels darrers llocs on encara se'n recopilen escasses cites.
Els micromamífers com el talpó, la musaranya, la rata i el ratolí es troben repartits arreu. El conill (Oryctolagus cuniculus) és molt abundant en certs indrets, al contrari que la llebre (Lepus capensis). El senglar (Sus scrofa) ha experimentat un fort creixement i actualment és una de les espècies abundants arreu del Parc Natural. Les rates-penades són freqüents als aiguamolls (tretze espècies diferents) i contribueixen al control d'insectes, com ara els mosquits.

### Formigues
En mostrejos realitzats entre els anys 2008 i 2019 s'han descrit 40 espècies adscrites a 19 gèneres (Chalepoxenus, Colobopsis, Crematogaster, Formica, Hypoponera, Lasius, Linepithema, Messor, Myrmica, Pheidole, Plagiolepis, Solenopsis, Tapinoma, Temnothorax i Tetramorium). Dels ambients estudiats (salsures, boscos de ribera, platges, prats secs i prats inundables) el del bosc de ribera ha resultat ser el que presentava un nombre més gran d'espècies, mentre que les platges aquells amb un menor número de representants. Amb tot els autors de l'estudi destaquen unes quantes espècies entre les trobades. Entre aquestes destaquen l'abundància de nius de Lasius niger que permeten el manteniment de poblacions del licènid Plebejus argus; Tapinoma pygmaeum, per haver sigut descrita fins a la data només a Catalunya i Madrid a tota la península ibèrica; Chalepoxenus muellerianus, parasitant un niu de Temnothorax aveli, com la primera cita d'aquesta espècie a la província de Girona; 